# Rhyncholita
Rhyncholita é um gênero de traça pertencente à família Arctiidae.